# Kunszentmiklós
Kunszentmiklós là một thành phố thuộc hạt Bács-Kiskun, Hungary. Thành phố này có diện tích 172,11 km², dân số năm 2010 là 8680 người, mật độ 50 người/km².